# Trepča bánya
A Trepča bánya nagy ipari komplexum Mitrovicában, Koszovóban, vagy más megközelítéssel Szerbia délnyugati részén. Több, mint 23000 alkalmazottjával Trepča volt az egykori Jugoszlávia egyik legnagyobb iparvállalata. Az 1930-as években egy brit vállalat nyerte el a Mitrovica közelében fekvő Stari Trg bánya bányászati jogait. A második világháborút követően a vállalkozás méretei drámaian megnőttek.
A Trepča vállalat egy 40 bányából és gyártelepekből álló konglomerátummá nőtte ki magát, mely javarészt Koszovóban volt megtalálható, ugyanakkor Szerbia és a mai Montenegró területén is voltak érdekeltségei. E vállalatbirodalom központja azonban továbbra is a Mitrovica keleti részén fekvő Trepča maradt.
Az 1980-as és 90-es években bekövetkezett üzem- és bányabezárások számos üzemegységet érintettek. Jelenleg a Trepča mintegy 7 darab ólom- és cinkbányából, egy olvasztóüzemből és egy cinkgyárból áll.

## Fordítás
Ez a szócikk részben vagy egészben  a   Trepča Mines című angol Wikipédia-szócikk ezen változatának fordításán alapul.  Az eredeti cikk szerkesztőit annak laptörténete sorolja fel. Ez a jelzés csupán a megfogalmazás eredetét és a szerzői jogokat jelzi, nem szolgál a cikkben szereplő információk forrásmegjelöléseként.